# Jose Romeo Lazo

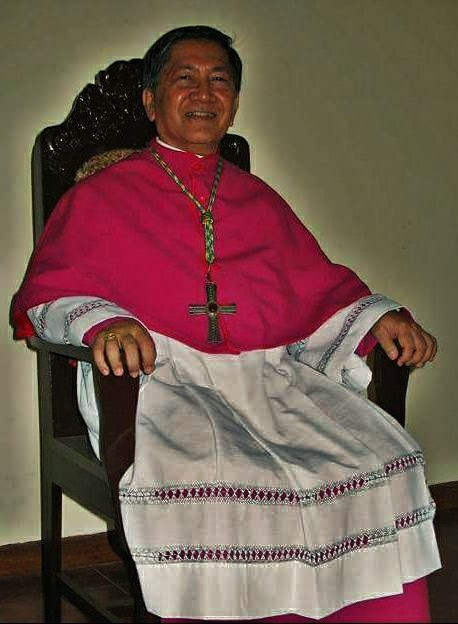
Jose Romeo Lazo

Jose Romeo Lazo (San Jose de Buenavista, 23 januari 1949) is een Filipijnse rooms-katholieke geestelijke. Lagdameo was van 2003 tot 2009 de bisschop van Kalibo. Van 2009 tot 2018 was hij bisschop van San Jose de Antique. Sinds 2018 is Lazo aartsbisschop van Jaro.

## Biografie
Lazo werd tot priester gewijd op 1 april 1975. Na enkele jaren als priester in de parochie Dao, gaf hij van 1978 tot 1981 les aan St. Peter's Seminary in Antique. aansluitend was hij twee jaar priester van de parochie van St. Peter. tegelijkertijd had Lazio de leiding van het Catechetisch Instituut van het prelatuur van Antique. Van 1983 tot 1985 was Lazo rector van St. Peter's Seminary en van 1985 tot 1986 priester van de parochie van Bugasong. Nadien was Lazo president van St. Anthony's College van 1986 tot 1989. Ook was hij van 1987 tot 1996 vicaris-generaal van het Bisdom San Jose de Antique. Van 1996 tot 1997 studeerde hij tijdens een sabbatical pastorale theologie aan de Universiteit van Berkeley in de Verenigde Staten. Na terugkeer in de Filipijnen was Lazo een jaar priester van Pandan. Aansluitend was hij enkele jaren lid van een pastoraal hulpprogramma van de Filipijnse bisschoppenconferentie.
Op 54-jarige leeftijd werd hij benoemd tot bisschop van Kalibo. Zes jaar later werd Lagdameo benoemd tot  bisschop van San Jose de Antique. Op 14 februari 2018 werd Lazo door Paus Franciscus benoemd tot aartsbisschop van Jaro. Op 17 april van dat jaar werd hij formeel als aartsbisschop geïnstalleerd.